# Piotr Obidziński
Piotr Obidziński (ur. 1982 w Warszawie) – polski menedżer, przedsiębiorca i żeglarz sportowy. Od 2023 prezes klubu piłkarskiego Raków Częstochowa, w latach 2019–2020 p.o. prezesa i prokurent klubu piłkarskiego Wisła Kraków. Dwukrotny medalista mistrzostw Europy w żeglarstwie.

## Życiorys
Studiował na norweskim Østfold University. Jest absolwentem studiów magisterskich na Wydziale Nauk Ekonomicznych Uniwersytetu Warszawskiego. Ma dyplom MBA z Université du Québec w Montrealu oraz ze Szkoły Głównej Handlowej. Pracował m.in. w firmach konsultingowych: Accenture i amerykańskim Cognizant oraz w niemieckim Roland Berger.
Od stycznia 2019 przez półtora sezonu zarządzał klubem sportowym Wisła Kraków S.A., początkowo jako prokurent, a przez sezon 2019/2020 jako jedyny członek zarządu i p.o. prezesa zarządu. W tym czasie przeprowadził restrukturyzację klubu oraz znacząco zredukował jego zadłużenie. W kwietniu 2020 przekazał władzę Dawidowi Błaszczykowskiemu, bratu Kuby Błaszczykowskiego, który został nowym współwłaścicielem klubu. W lutym 2023 został prezesem klubu piłkarskiego Raków Częstochowa. Podczas jego kadencji klub zdobył mistrzostwo Polski sezonu 2022/2023. 

### Sport
W latach 2017–2018 wraz z załogą przygotował zakup jachtu Volvo 70 dla współtworzonego wraz z Mateuszem Kusznierewiczem projektu „Polska 100”. Projekt zakładał udział w regatach żeglarskich, które pierwotnie miały być częścią regat dookoła świata celebrujących 100-lecie odzyskania niepodległości przez Polskę. W lutym 2020 jacht zajął drugie miejsce w organizowanych przez Royal Ocean Racing Club regatach RORC Caribbean 600, a w październiku tego samego roku wygrał regaty Rolex Middle Sea Race.

### Mistrzostwa Europy
Piotr Obidziński razem z załogą jachtu Scamp27 zdobył brązowy medal podczas Mistrzostw Europy w Żeglarstwie w Oxelösund w 2019 oraz w Cannes w 2023.

### Działalność społeczna
Był członkiem rady nadzorczej Fundacji na rzecz Polskiej Młodzieży im. Ludwika Rajchmana. W sezonie 2017–2018 był prezesem zarządu Fundacji Navigare.

## Rodzina
Jego dziadkiem był inżynier rakietowy Adam Obidziński – współtwórca projektu rakiet Meteor-1, Meteor-2 i Meteor-3. Jest prawnukiem malarza Władysława Mikosa.